# AirTrain Newark
L'AirTrain Newark è una monorotaia che collega l'Aeroporto Internazionale di Newark-Liberty con la stazione ferroviaria di Newark International Airport, dove si trova l'interscambio con i servizi ferroviari dell'Amtrak e della New Jersey Transit.

## Storia
La monorotaia venne aperta nel 1996, collegando inizialmente solo i vari terminal aeroportuali. Nel 1997, iniziarono i lavori di rinnovo ed estensione della monorotaia fino alla stazione ferroviaria di Newark International Airport, completati il 21 ottobre 2000. La composizione dei treni venne poi aumentata, passando da 12 a 18 carrozze.
Tra il 1º maggio e il 3 luglio 2014, l'AirTrain venne chiuso per permettere le riparazioni necessarie. Nell'aprile 2015, l'Autorità Portuale di New York e New Jersey ha stimato un costo di 40 milioni di dollari per gli studi iniziali per la sostituzione della monorotaia, che si avvia alla fine dei 25 anni di vita per cui è stata progettata.